# Гайдельберзький інститут теоретичних досліджень
Гайдельберзький інститут теоретичних досліджень (нім. Heidelberger Institut für Theoretische Studien, HITS) — приватний некомерційний дослідницький інститут, розташований у Гайдельберзі, Німеччина. Заснований в 2010 році співзасновником компанії SAP Клаусом Чіра через його фонд «Klaus Tschira Stiftung». HITS проводить фундаментальні дослідження в галузі природничих наук, математики та інформатики для обробки та структурування великих обсягів даних. Сфери досліджень варіюються від молекулярної біології до астрофізики. Акціонерами HITS є Фонд HITS, Гейдельберзький університет і Технологічний інститут Карлсруе. HITS співпрацює з університетами та науково-дослідними інститутами, а також з промисловими партнерами. Основними зовнішніми джерелами фінансування є Федеральне міністерство освіти та наукових досліджень, Німецьке науково-дослідницьке співтовариство та Європейський Союз.

## Дослідницькі групи
HITS включає наступні дослідні групи:
- Астроінформатика (англ. Astroinformatics, AIN). Група «Астроінформатика» розробляє нові підходи до аналізу та обробки зростаючої кількості даних в астрономії. Підходи цієї групи базуються на машинному/статистичному навчанні та допомагають дослідникам виконувати необхідні аналізи[4].
- Комп'ютерна Хімія Вуглецю (англ. Computational Carbon Chemistry, CCC). Група «Комп'ютерна Хімія Вуглецю» використовує найсучасніші технології обчислювальної хімії для дослідження та використання органічних матеріалів, зосереджуючись на матеріалах на основі графену, оскільки вони мають численні переваги перед звичайними неорганічними аналогами. Група розробляє комп'ютерні інструменти та концепції для проектування та перевірки нових матеріалів і пристроїв на основі графену для цільового застосування в безметалевому каталізі та молекулярній електроніці[5].
- Комп'ютерна Молекулярна Еволюція (англ. Computational Molecular Evolution, CME). Група «Комп'ютерна Молекулярна Еволюція» розробляє методи, нове програмне забезпечення та нові комп'ютерні архітектури для обчислення філогенії (еволюційних дерев). Крім того, група надає консультації щодо паралельних обчислень та комп'ютерних архітектур іншим дослідницьким групам. Вона також підтримує та керує науковим обчислювальним кластером та ІТ-інфраструктурою в HITS[6].
- Комп'ютерна Статистика (англ. Computational Statistics, CST). Група «Комп'ютерна Статистика» працює над математичними основами та статистичною методологією прогнозування. Метою є розробка методів імовірнісного прогнозування, створення прогнозних розподілів ймовірностей майбутніх подій і величин. Наприклад, імовірнісні прогнози використовуються в прогнозуванні погоди та економіці. Другий напрямок дослідження групи — просторова статистика, яка пов'язана з аналізом та інтерпретацією просторово розподілених даних[7].
- Аналіз Даних та Кількісна Оцінка Невизначеності (англ. Data Mining and Uncertainty Quantification, DMQ). Група «Аналіз Даних та Кількісна Оцінка Невизначеності» використовує найсучасніші технології в області високопродуктивних обчислень і кількісної оцінки невизначеності, щоб кількісно визначити невизначеності у великих наборах даних для отримання надійної інформації в інтелектуальному аналізі даних[8].
- Групи та Геометрія (англ. Groups and Geometry, GRG). Група «Групи та Геометрія» досліджує різноманітні математичні проблеми в галузях геометрії та топології, які включають взаємодію між геометричними просторами, такими як ріманові многовиди або метричні простори, і групами, що виникають, наприклад, при дії на них операцій симетрії[9].
- Машинне Навчання та Штучний Інтелект (англ. Machine Learning and Artificial Intelligence, MLI). Група «Машинне Навчання та Штучний Інтелект» працює над новими алгоритмами та моделями для ефективного навчання з даними, глибокого геометричного навчання та інтерпретації.[10]
- Молекулярна Біомеханіка (англ. Molecular Biomechanics, MBM). Група «Молекулярна Біомеханіка» розробляє методи моделювання та моделі механіки континууму для ідентифікації структурних елементів, що приймають зовнішнє навантаження, у складних біологічних матеріалах і для їх модифікації таким чином, щоб вони мали певні бажані властивості. Загальна мета — виявити, як білки реагують на механічний стрес[11].
- Молекулярне та Клітинне Моделювання (англ. Molecular and Cellular Modeling, MCM). Група «Молекулярне та Клітинне Моделювання» виявляє та моделює поведінку молекул за допомогою комп'ютерних методів і програмних засобів. Крім того, група розробляє інтерактивні веб-інструменти візуалізації та програми для складного молекулярного моделювання.[12]
- Обробка Природної Мови (англ. Natural Language Processing, NLP). Група «Обробка Природної Мови» фокусується на семантиці та прагматиці дискурсу. Група розробляє програмне забезпечення, яке полегшує мультимодальний діалог між користувачами та машинами. Мета полягає в тому, щоб використовувати комп'ютер для розуміння та генерування мови та текстів, а також зробити використання комп'ютера більш природним у довгостроковій перспективі[13].
- Фізика Зоряних Об'єктів (англ. Physics of Stellar Objects, PSO). Група «Фізика Зоряних Об'єктів» проводить дослідження зірок та їх вибухів. Однією з головних цілей групи є моделювання термоядерних вибухів білих карликів, які призводять до наднових зірок типу Ia[14].
- Наукові Бази Даних та Візуалізація (англ. Scientific Databases and Visualization, SDBV). Група «Наукові Бази Даних та Візуалізація» зосереджується на наукових базах даних і візуалізації наукових даних. Мета полягає в тому, щоб консолідувати знання, розкидані по всьому світу, і зробити їх легко доступними для вчених[15].
- Теорія Зоряної Еволюції (англ. Stellar Evolution Theory, SET). Група «Теорія Зоряної Еволюції» досліджує бурхливе та вибухове життя масивних зірок. Група зосереджена на масивних подвійних зірках і складному процесі злиття. Злиття створюють сильні магнітні поля, а продукти злиття у процесі кінцевих вибухів наднових зірок можуть створювати сильно намагнічені нейтронні зірки — ці магнітні нейтронні зірки, відомі як магнетари, є найсильнішими магнітами у Всесвіті[16].
- Теорія та Спостереження Зірок (англ. Theory and Observations of Stars, TOS). Група «Теорія та Спостереження Зірок» досліджує фізичні процеси, які відбуваються в зірках, і те, як вони змінюються залежно від еволюції зірок. Група зосереджується на зірках головної послідовності з малою масою, субгігантах і червоних гігантах і використовує для своїх досліджень метод, відомий як астеросейсмологія[17].

Інші дослідницькі групи, які були засновані в HITS і надалі перейшли до інших наукових організацій:
- Обчислювальна Біологія (англ. Computational Biology, CBI). Дослідницька група «Обчислювальна Біологія» розпочала свою роботу в HITS в 2013 році під керівництвом Зігфріда Шлойсніга. Група досліджувала геном саламандр і плоских червів. Після майже п'яти років інтенсивних досліджень Шлойснігу та його команді разом з колегами з Дрездена та Відня вдалося розшифрувати геном мексиканської саламандри Аксолотля та плоского хробака Schmidtea mediterranea. Обидві тварини є важливими організмами в дослідженнях регенерації. Результати дослідження були опубліковані в науковому журналі Nature. З початку 2018 року Зігфрід Шлойсніг продовжує свої дослідження в Науково-дослідному інституті молекулярної патології у Відні[18].
- Високоенергетична Астрофізика та Космологія (англ. High-Energy Astrophysics and Cosmology, HAC). Дослідницька група «Високоенергетична Астрофізика та Космологія» розпочала працювати у HITS у 2016 році. Керівник групи Крістоф Пфроммер працював у HITS з 2010 року, пройшов там хабілітацію та отримав консолідаційний грант Європейської Наукової Ради, який дозволив йому створити власну молодшу дослідницьку групу в HITS. Станом на 1 квітня 2017 року Пфроммер очолює дослідницьку групу космології та великомасштабних структур в Потсдамському астрофізичному інституті Лейбніца та є професором астрофізики в Потсдамському університеті. Його група залишалася в HITS до літа 2017 року, а потім також переїхала до Потсдама[19].
- Теоретична Астрофізика (англ. Theoretical Astrophysics, TAP). Група «Теоретична Астрофізика» почала працювати в HITS у березні 2013 року під керівництвом Фолькера Шпрінгеля. Шпрінгель розробив і впровадив найбільші та найповніші комп'ютерні моделювання Всесвіту на сьогоднішній день: моделювання Millennium 2005, моделювання «Illustris» 2014 та моделювання «Illustris TNG» 2018. Він працював керівником дослідницької групи «Теоретична астрофізика» в HITS з березня 2010 року, одночасно працюючи професором теоретичної астрофізики в Гейдельберзькому університеті. У HITS, серед багатьох інших речей, Шпрінгель удосконалив розроблений ним код «Arepo», завдяки чому стало можливим симулювати різноманітні форми та розміри галактик за допомогою суперкомп'ютерів. На сьогоднішній день код використовувався або цитувався в більш ніж 750 публікаціях. Шпрінгель отримав стартовий грант Європейської Наукової Ради у 2012 році, а з 2014 року він є «Високоцитованим дослідником». У 2017 році він став членом Німецької національної академії наук Леопольдина. З 1 серпня 2018 року Шпрінгель обіймає нову посаду директора Інституту астрофізики імені Макса Планка в Гархінге[20].